# Торду, Жуан
Жуан Торду (порт. João Tordo, 28 августа 1975, Лиссабон) — португальский писатель и журналист.

## Биография
Сын известного португальского композитора и певца Фернанду Торду. Учился журналистике и литературному мастерству в Лондоне и Нью-Йорке. В 2001 получил премию молодых авторов.

## Творчество
Автор новелл и романов. Также выступает как сценарист.

## Романы
- O Livro dos Homens Sem Luz (2004)
- Гостиница «Память»/ Hotel Memória (2007)
- Три жизни/ As Três Vidas (2008, премия Жозе Сарамаго, 2009, бразильское издание — финалист премии Portugal Telecom, 2011; фр. пер. 2010, серб. пер. 2011)
- Хорошая зима/ O Bom Inverno (2010, финалист премии Общества писателей Португалии за лучшую книгу, премии Фернанду Наморы; фр. пер. 2012)
- Анатомия мучеников/ «Anatomia dos Mártires» (2011, финалист премии Фернанду Наморы)
- O Ano Sabático (2013)